# Pastel*Palettesのディスコグラフィ
Pastel*Palettesのディスコグラフィ（パステルパレットのディスコグラフィ）は、日本のメディアミックスプロジェクト『BanG Dream!』から誕生した声優ユニット・Pastel*Palettesの作品の一覧である。
メンバーは丸山彩（声 - 前島亜美）、氷川日菜（声 - 小澤亜李）、白鷺千聖（声 - 上坂すみれ）、大和麻弥（声 - 中上育実）、若宮イヴ（声 - 秦佐和子）の5名。
なお、プロジェクト内の他ユニットとの合同作品の詳細についてはBanG Dream!のディスコグラフィを参照。また、「*」と記載のある人物は、楽曲発表時点でElements Gardenに所属していたことを示し、「▲」については、ドラマパートを示す。

## シングル

### しゅわりん☆どり〜みん
デビューシングル。2017年7月12日に発売された
ショートアニメ『ぱすてるらいふ』の主題歌に起用されたほか、ショートアニメ『BanG Dream! ガルパ☆ピコ』の挿入歌に起用されている。

### ゆら・ゆらRing-Dong-Dance
2ndシングル。2018年1月17日に発売された。
初回生産特典はオリジナルキャラクターカード（全5種の内ランダムで1枚）とガルパオリジナルバンド2ndシングル3枚連動購入キャンペーン応募券が封入。
表題曲「ゆら・ゆらRing-Dong-Dance」の歌詞の内容は、ベースの白鷺千聖に焦点を当てており、彩と千聖のダブルボーカルという構成がとられている。
収録曲
| 全作詞: 織田あすか*。出典： |                                               |             |           |           |
| #                           | タイトル                                      | 作詞        | 作曲      | 編曲      |
| 1.                          | 「ゆら・ゆらRing-Dong-Dance」                 | 織田あすか* | 菊田大介* | 菊田大介* |
| 2.                          | 「はなまる◎アンダンテ」                       | 織田あすか* | 末益涼太* | 末益涼太* |
| 3.                          | 「ゆら・ゆらRing-Dong-Dance（instrumental）」 | 織田あすか* |           |           |
| 4.                          | 「はなまる◎アンダンテ（instrumental）」       | 織田あすか* |           |           |

パフォーマンス
2020年8月23日に行われた「BanG Dream! 8th☆LIVE 『Special Live ～Summerly Tone♪～』」では、前島亜美 with RAISE A SUILENとして「ゆら・ゆらRing-Dong-Dance」が披露されており、会場にいる前島亜美（丸山彩役）と、別の場所からスクリーンに映し出された上坂すみれ（白鷺千聖役）がデュエットする場面もあった。
また「香澄とたえの放課後居残りツアー」ではカバー枠として香澄（声：愛美）とたえ（声：大塚紗英）が披露した。

### もういちど ルミナス
3rdシングル。2018年8月8日に発売された。
表題曲「もういちど ルミナス」は、『ガルパ』のバンドストーリー2章「もういちど ルミナス」において重要な位置づけに置かれており、メンバー間のすれ違いから再び一つにまとまるまでを描いている。
また、同楽曲はテレビ番組『バンドリ!TV』のエンディングテーマに起用された。
通常盤（BRMM-10130）とBlu-ray付生産限定盤（BRMM-10129）の二種類がリリースされる。Blu-rayには「もういちど ルミナス」のミュージックビデオ、2018年1月13日から14日に開催されたイベント『ガルパライブ』での前島亜美出演分が収録される（収録は14日分のみ）。
初回生産特典としてオリジナルキャラクターカード（全5種の内ランダムで1枚）が封入。
収録曲（生産限定盤・通常盤共通）
| 全作詞: 織田あすか*。出典： |                                                 |             |           |           |
| #                           | タイトル                                        | 作詞        | 作曲      | 編曲      |
| 1.                          | 「もういちど ルミナス」                         | 織田あすか* | 末益涼太* | 末益涼太* |
| 2.                          | 「SURVIVOR ねばーぎぶあっぷ！」                 | 織田あすか* | 藤田淳平* | 藤田淳平* |
| 3.                          | 「もういちど ルミナス（instrumental）」         | 織田あすか* |           |           |
| 4.                          | 「SURVIVOR ねばーぎぶあっぷ！（instrumental）」 | 織田あすか* |           |           |

Blu-ray（生産限定盤のみ）
1. 「もういちど ルミナス」MV
2. 前島亜美（Pastel＊Palettes 丸山彩 役） ＋ バックバンド：THE THIRD（仮） ガルパライブ（2018.1.14）

パフォーマンス
2021年7月8日にZepp Hanedaで行われた「Pastel＊Palettes Special Live『TITLE DREAM』において、「SURVIVOR ねばーぎぶあっぷ！」が披露された際、直前まで別の場所にいた前島以外のメンバーがステージに上がるという演出が取られた。
カバー
- ClariS - 2022年4月6日発売の6thアルバム『Parfaitone』に、丸⼭彩と共演した「もういちど ルミナス feat.丸⼭彩 from Pastel＊Palettes」が収録されている。

### 天下卜ーイツA to Z☆
4thシングル。2019年2月20日に発売された。
表題曲「天下卜ーイツA to Z☆」は、「ブシドー」好きな若宮イヴに焦点を当てている。
カップリング曲「Wonderland Girl」はテレビアニメ『バミューダトライアングル 〜カラフル・パストラーレ〜』のオープニングテーマに起用された。
通常盤（BRMM-10165）とBlu-ray付生産限定盤（BRMM-10164）の二種類がリリースされる。生産限定盤のBlu-rayにはショートアニメ「BanG Dream! ガルパ☆ピコ」#10～18を収録。
初回生産特典としてヴァンガード特製ギフトマーカー1枚（全5種の内ランダムで1枚）と、2019年春以降に開催されるイベント抽選応募申込券が封入されている。
収録曲（生産限定盤・通常盤共通）
| 全作詞: 織田あすか*。出典： |                                         |             |           |           |
| #                           | タイトル                                | 作詞        | 作曲      | 編曲      |
| 1.                          | 「天下卜ーイツA to Z☆」                 | 織田あすか* | 都丸椋太* | 都丸椋太* |
| 2.                          | 「Wonderland Girl」                     | 織田あすか* | 菊田大介* | 菊田大介* |
| 3.                          | 「天下卜ーイツA to Z☆（instrumental）」 | 織田あすか* |           |           |
| 4.                          | 「Wonderland Girl（instrumental）」     | 織田あすか* |           |           |

Blu-ray（生産限定盤のみ）
1. ミニアニメ「BanG Dream! ガルパ☆ピコ」 #10～18

### きゅ～まい＊flower
5thシングル。2019年9月18日に発売された。
表題曲「きゅ～まい＊flower」はテレビアニメ『BanG Dream! 2nd Season』第13話挿入歌として書き下ろされた。生産限定盤のBlu-rayにはアニメ『BanG Dream! 2nd Season』#9～10、次回予告、TVCMを収録。
収録曲（生産限定盤・通常盤共通）
| 全作詞: 織田あすか*。出典： |                                             |             |           |                 |
| #                           | タイトル                                    | 作詞        | 作曲      | 編曲            |
| 1.                          | 「きゅ～まい＊flower」                      | 織田あすか* | 末益涼太* | 編曲：竹田祐介* |
| 2.                          | 「ゼッタイ宣言～Recital～」                 | 織田あすか* | 藤田淳平* | 藤田淳平*       |
| 3.                          | 「きゅ～まい＊flower（instrumental）」      | 織田あすか* |           |                 |
| 4.                          | 「ゼッタイ宣言～Recital～（instrumental）」 | 織田あすか* |           |                 |

Blu-ray（生産限定盤のみ）
1. アニメ「BanG Dream! 2nd Season」#9〜10
2. Web用次回予告 #9〜10
3. アニメ「BanG Dream! 2nd Season」CM Pastel*Palettes編

パフォーマンス
2020年1月27日に行われた『まんまるお山に彩りスペシャル☆』において、「きゅ～まい＊flower」はアンコールのラストにて披露された。
また同年8月23日に行われた「BanG Dream! 8th☆LIVE 『Special Live ～Summerly Tone♪～』」において、「きゅ～まい＊flower」が披露された際、ステージ上の前島亜美が、スクリーン上の丸山彩の動きに合わせて踊る場面があった。

### ワクワクmeetsトリップ
6thシングル。2020年3月4日に発売された。
通常盤（BRMM-10240）とBlu-ray付生産限定盤（BRMM-10239）の二種類がリリースされる。生産限定盤のBlu-rayにはアニメ『BanG Dream! 3rd Season』#6～7、「バンドリ!TV」特別編 #4を収録。
音楽性
超!アニメディアは、2020年1月に行われた『Pastel＊Palettes特別公演 ～まんまるお山に彩りスペシャル☆～』（以下：『まんまるお山に彩りスペシャル☆』）のライブレポートの中で、ライブの最初に披露された「ワクワクmeetsトリップ」の音楽性をSFチックだとし、従来のパスパレとは若干異なる音楽性であるとしている。
収録曲（生産限定盤・通常盤共通）
| 全作詞: 織田あすか*。出典： |                                           |             |           |           |
| #                           | タイトル                                  | 作詞        | 作曲      | 編曲      |
| 1.                          | 「ワクワクmeetsトリップ」                 | 織田あすか* | 菊田大介* | 菊田大介* |
| 2.                          | 「ぎゅっDAYS♪」                           | 織田あすか* | 竹田祐介* | 竹田祐介* |
| 3.                          | 「ワクワクmeetsトリップ（instrumental）」 | 織田あすか* |           |           |
| 4.                          | 「ぎゅっDAYS♪（instrumental）」           | 織田あすか* |           |           |

Blu-ray（生産限定盤のみ）
1. アニメ『BanG Dream! 3rd Season』 #6～7
2. 「バンドリ!TV」特別編 #4

パフォーマンス
『まんまるお山に彩りスペシャル☆』において、「ぎゅっDAYS♪」は前島亜美と中上育実のツインボーカルで披露された

### ゆめゆめグラデーション
7thシングル。2020年9月30日に発売された。
初回生産特典はオリジナルキャラクターカード（全5種の内ランダムで1枚）が封入。
収録曲
全作詞：織田あすか*
1. ゆめゆめグラデーション
  - 作曲・編曲：都丸椋太*

2. Wonderful Sweet!
  - 作曲・編曲：岩橋星実*

3. ゆめゆめグラデーション（instrumental）
4. Wonderful Sweet!（instrumental）

## アルバム

### TITLE IDOL
1stアルバム。2021年5月19日に発売された。
通常盤（BRMM-10350）とBlu-ray付生産限定盤（BRMM-10349）の二種類をリリース。
CDは7thシングルまでの表題曲7曲のほか、今作の表題曲「TITLE IDOL」を含む新曲が4曲収録されている。
生産限定盤には、「TITLE IDOL」のMV、Pastel*Palettes Sound Only Live「Flowerful*」、2020年1月27日にZepp Tokyoで行われた「Pastel＊Palettes特別公演 〜まんまるお山に彩りスペシャル☆〜」を収録したBlu-rayが付属する。
また、両盤共通の初回生産特典として、ジャケットデザイン仕様のステッカーが封入。
収録曲
1. TITLE IDOL
2. ワクワクmeetsトリップ
3. ゆら・ゆらRing-Dong-Dance
4. もういちど ルミナス
5. あっつあつ 常夏 らぶ☆サマー！
6. 天下卜ーイツA to Z☆
7. しゅわりん☆どり〜みん
8. Power of LOVE!!!
9. きゅ～まい＊flower
10. Winking☆Cheer
11. ゆめゆめグラデーション

パフォーマンス
「あっつあつ 常夏 らぶ☆サマー！」は、2020年8月23日に行われた「BanG Dream! 8th☆LIVE 『Special Live ～Summerly Tone♪～』」にて初めて披露された。中里キリはイベントレポートの中で、同楽曲のパフォーマンスにおいて、前島が波や太陽などを全身で表現していたと評している。

### いろとりどり
『いろとりどり』は、2024年5月29日に発売された Pastel*Palettesのミニアルバムである。

## 参加作品
| 発売日       | タイトル   | アーティスト名 | 規格品番  | 収録曲                                               | 歌     |
| ------------ | ---------- | -------------- | --------- | ---------------------------------------------------- | ------ |
| 2022年4月6日 | Parfaitone | ClariS         | VVCL-2024 | もういちど ルミナス feat.丸山彩 from Pastel*Palettes | ClariS |